# 法氏頜麗魚
法氏頜麗魚（学名：Gnathochromis pfefferi）為輻鰭魚綱鱸形目隆頭魚亞目慈鯛科的其中一種，分布於非洲坦干伊喀湖流域，為特有種，體長可達14公分，棲息在中底層水域，以蝦子為食，生活習性不明，可作為觀賞魚。

## 擴展閱讀
維基物種上的相關：法氏頜麗魚